# William Henry Hudson
William Henry Hudson (Quilmes, 4 agosto 1841 – Londra, 18 agosto 1922) è stato uno scrittore, naturalista e ornitologo inglese.

## Biografia
Hudson trascorse la sua infanzia osservando la natura selvaggia della pampa sudamericana e la sua fauna, delle quali conserverà per tutta la vita un ricordo indelebile e che costituiranno le basi dei suoi scritti anche quando si trasferirà, all'età di trent'anni, in Inghilterra.
Durante la sua infanzia si ammalò di tifo e non riuscì a frequentare corsi di studio scolastici, però ricevette privatamente e in modo discontinuo un'istruzione che fu sufficiente a suscitare in lui la passione per la lettura.

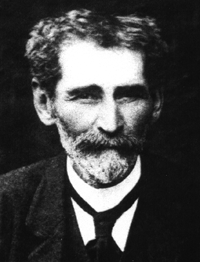
William Henry Hudson

Nel 1889 fu uno dei fondatori della prima società di protezione degli uccelli, la Royal Society for the Protection of Birds (RSPB) e pochi anni dopo divenne membro della Aves Argentinas / Asociación Ornitológica del Plata.
Il suo pensiero scientifico si formò con i numerosi viaggi che effettuò in gioventù nel continente sudamericano e con lo studio delle opere di Charles Darwin, in particolar modo L'origine delle specie.
Per quanto riguarda la carriera letteraria, Hudson si avvicinò al Naturalismo, ma con caratteristiche molto peculiari, oscillanti fra il lirismo del poeta e la prosa del saggista ricercatore scientifico.
Lo opere principali di Hudson racchiusero questa bipolarità contenutistica e stilistica, come nel romanzo Green Mansions ("Verdi dimore", 1904), nel quale, se da un lato venne descritta in modo narrativo, con punte di lirismo, la dicotomia delle "virtù" e dei "difetti" della natura impersonificata da una splendida immagine femminile, dall'altro risultò centrale nell'opera l'esposizione scientifica dei paesaggi e degli elementi della natura.
Hudson dedicò numerose opere all'Inghilterra ed alle sue bellezze naturali, al punto da risultare non solamente un letterato, ma anche un divulgatore scientifico, tendente a far scoprire o riscoprire, ed a rivalutare la natura agli occhi dei suoi connazionali, sia con i suoi scritti sia promuovendo movimenti attivi per la valorizzazione della natura, quali "back-to-nature" negli anni venti e trenta del Novecento.
In questo ambito si può citare A Shepherd's Life ("Vita di pastore", 1910), incentrato sulla vita rurale, mentre invece in El Ombù, stampato nel 1912, l'autore descrisse la vita dei gauchos sudamericani, e infine in The Purple Land that England Lost ("Il corrusco paese perduto dall'Inghilterra", 1885), Hudson rievocò gli sviluppi di un moto rivoluzionario uruguaiano.
Far away and long ago: a history of my early life ("Lontano e molto tempo fa: una storia della mia vita nell'infanzia", 1918), fu dedicato da Hudson alle terre native, ed è ritenuto uno dei suoi scritti più riusciti e più apprezzati dalla critica letteraria.

## Opere
- The Purple Land that England Lost, (1885).
- A Crystal Age, (1887).
- Argentine Ornithology, (1888).
- Fan–The Story of a Young Girl's Life, (1892).
- The Naturalist in la Plata, (1892).
- Idle Days in Patagonia, (1893).
- Birds in a Village, (1893).
- Lost British Birds, (1894).
- British Birds, (1895).
- Osprey o Egrets and Aigrettes, (1896).
- Birds in London, (1898).
- Nature in Downland, (1900).
- Birds and Man, (1901).
- El Ombu, (1902).
- Hampshire Days, (1903).
- Green Mansions, (1904).
- A Little Boy Lost, (1905).
- Land's End. A Naturalist's Impressions in West Cornwall, (1908).
- Afoot in England, (1909).
- A Shepherd's Life: Impressions of the South Wiltshire Downs, (1910).
- El Ombú, (1912).
- Adventures Among Birds, (1913).
- Tales of the Pampas, (1916).
- Far Away and Long Ago - A History of My Early Life, (1918).
- The Book of a Naturalist, (1919).
- Birds in Town and Village, (1919).
- Birds of La Plata, (1920).
- Dead Man's Plack and An Old Thorn, (1920).
- A Traveller in Little Things, (1921).
- Tired Traveller, (1921).
- Seagulls In London. Why They Took To Coming To Town, (1922).
- Hind in Richmond Park, (1922).
- The Collected Works, (1922-1923).
- 153 Letters from W.H. Hudson, (1923).
- Rare Vanishing & Lost British Birds, (1923).
- Ralph Herne, (1923).
- Men, Books and Birds, (1925).
- The Disappointed Squirrel, (1925).
- Mary's Little Lamb, (1929).
- South American Romances, (1930).
- Tales of the Gauchos, (1946).
- Letters on the Ornithology of Buenos Ayres, (1951).
- Diary Concerning his Voyage from Buenos Aires to Southampton on the Ebro, (1958).
- Gauchos of the Pampas and Their Horses, (1963).
- English Birds and Green Places: Selected Writings, (1964).
- Birds of A Feather: Unpublished Letters of W.H. Hudson, (1981).